# Alioune Guèye
Alioune Badara Guèye (Dakar, 21 gennaio 1949) è un ex cestista senegalese.

## Carriera
Con il Senegal ha disputato due edizioni dei Giochi olimpici: Città del Messico 1968 e Monaco 1972.